# Бактеріальна кон'югація
Бактеріальна кон'югація — передача генетичного матеріалу між бактеріями через прямий міжклітинний контакт. Це один з механізмів горизонтального переносу генів, як і трансформація та трансдукція, хоча ці механізми не вимагають контакту між клітинами. Бактеріальна кон'югація відносно рідкісна серед бактерій, хоча і звичніша у панміктичних популяціях.
Бактеріальна кон'югація часто неправильно розцінюється як еквівалент статевого розмноження або спаровування. Але цей процес не є статевим, оскільки він не передбачає злиття статевих клітин і утворення зиготи. Для того, щоб процес кон'югації відбувся, одна з бактерій — клітина-донор, повинна мати певний мобільний генетичний елемент, частіше всього кон'югаторну плазміду. Більшість кон'югаторних плазмід мають системи, що запобігають кон'югації із реципієнтами, які вже містять подібний елемент.
Перенесена генетична інформація може бути вигідна реципієнту, наприклад у випадку, коли він набуває резистентності до певного антибіотика, або під час перенесення гену ферменту, який сприяє кращому перетравленню поживних речовини середовища. Проте ці мобільні генетичні елементи, що передаються під час кон'югації, можуть також розглядатися як генетичні паразити бактерій, а кон'югація — як механізм розповсюдження цих паразитів.

## Механізм

Схема бактеріальної кон'югації.
1 — клітина-донор утворює статеву ворсинку;
2 — ворсинка прикріплюється до клітини-рецепієнта;
3 — в одному із ланцюгів ДНК F-фактора робиться розрив, і цей ланцюг транспортується в клітину-реципієнт;
4 — у клітинах відбувається добудовування другого ланцюга ДНК, і зшивання (лігування) розривів. Обидві клітини стають життєздатними донорами.

Типовим прикладом кон'югаторної плазміди є F-плазміда, також відома як F-фактор. F-плазміда є епісомною плазмідою, тобто може вбудовуватись до бактеріальної хромосоми за допомогою генетичної рекомбінації, має близько 100 kbp у довжину (один kbp — тисяча пар основ). Вона містить власну точку початку реплікації oriV та точку початку перенесення oriT. В бактерійній клітині може бути тільки одна копія F-плазміди (така клітина називається F-позитивною), вільна або інтегрована до геному.
До складу F-плазміди, окрім іншої генетичної інформації, входять локуси tra і trb, які разом становлять 33 kbp і складаються приблизно із 40 генів. Tra локус включає ген піліну (основного білка ворсинок (пілей)) і регулярні гени, які разом забезпечують формування ворсинки на поверхні клітини та синтез білків, що допомагають приєднатися до поверхні F-негативних бактерій та ініціювати кон'югацію. Хоча все ще ведуться дебати щодо точного механізму кон'югації, найбільш імовірно, що ворсинки не є структурами, через які йде фактичний обмін ДНК, а канал між бактеріями відкривається завдяки певними білками, що кодуються локусом tra або trb.
Після інціації кон'югації, у клітині донора формується комплекс білків — релаксосома, — який розрізає один з ланцюгів ДНК плазміди в точці початку реплікації, oriT. У системі F-плазміди, релаксосома складається з білків TraI, TraY, TraM та інтегрованого фактора господаря IHF. Ланцюг ДНК, що переноситься (T-ланцюжок), розкручується і транспортується до бактерії-реципієнта в напрямку від 5'- до 3'-кінця. Ланцюг, що залишився, реплікується, або незалежно від кон'югації (вегетативна копія, що починається в точці oriV), або спільно із кон'югацією (кон'югаторна копія, подібна до реплакації фага λ за принципом кільця, що котиться).
Якщо F-плазміда інтегрується до геному господаря, донорська хромосомна ДНК може бути перенесеною разом з ДНК плазміди. Кількість перенесеної хромосомної ДНК залежить від того, як довго бактерії залишаються в контакті; для звичайних лабораторних штамів E. coli передача повної бактеріальної хромосоми займає близько 100 хвилин. Перенесена ДНК може бути об'єднана з геномом бактерії-реципієнта шляхом рекомбінації.
У культурі F-позитивних клітин (тобто таких, що містять F-плазміду), у кількох бактеріях, зазвичай, випадково відбувається інтеграція F-плазміди у геном. Саме ці клітини відповідають за ті рідкісні випадки перенесення хромосомних генів, що трапляються в таких культурах. Деякі штами бактерій з інтегрованою F-плазмідою можуть бути ізольовані і вирощені в чистій культурі. Через здатність дуже ефективно переносити хромосмні гени ці штами називають Hfr (high frequency of recombination, висока частота рекомбінації). Перша карта геному E. coli була побудована на основі експериментів кон'югації за участі Hfr-штамів. Перериваючи кон'югацію через певні проміжки часу після її ініціації і досліджуючи які саме гени були перенесені, можна було встановити послідовність їх розміщення в хромсомі бактерії.